# Distrito de Euskirchen
El Distrito de Euskirchen (en alemán: Kreis Euskirchen) es un Kreis (distrito) en la parte meridional del estado federal de Renania del Norte-Westfalia (Alemania). Limita al oeste con Bélgica y el Distrito de Aquisgrán, al norte con el Distrito de Düren y el Distrito de Rin-Erft, al este limita con Distrito de Rin-Sieg y con el distrito del estado del Renania-Palatinado denominado Ahrweiler, así como Vulkaneifel. La capital del distrito es la ciudad de Euskirchen

## Composición de distrito
El distrito de Euskirchen se compone de Gemeinden de las cuales cinco tienen la categoría de Ciudad. 
| Ciudades         | Habitantes |
| Euskirchen       | 55.235     |
| Mechernich       | 27.271     |
| Zülpich          | 20.153     |
| Bad Münstereifel | 18.988     |
| Schleiden        | 13.823     |
| Gemeinden        |            |
| Weilerswist      | 16.354     |
| Kall             | 11.983     |
| Blankenheim      | 8.632      |
| Hellenthal       | 8.518      |
| Nettersheim      | 7.984      |
| Dahlem           | 4.261      |

Habitantes a 30 de junio de 2006